# Friedrich Ludwig II. Truchsess zu Waldburg
Friedrich Ludwig II. Graf Truchseß zu Waldburg (* 14. April 1741; † 2. Mai oder 3. Mai 1807) war ein preußischer Major und Kammerherr aus dem Haus Waldburg-Capustigall. Sein vollständiger Titel lautete: Truchsess von Waldburg-Capustigall, Reichsgraf von Waldburg, Herr zu Capustigall, Glautienen, Seepothen und Wesdehlen.

## Leben
Friedrich Ludwig II. Graf Truchseß zu Waldburg wuchs im ostpreußischen Schloss Waldburg-Capustigall bei Königsberg auf. Seine Eltern waren der preußische Generalmajor Friedrich Ludwig I. (1717–1777) und Charlotte Sophie de la Chièze (von Chaise) (* 19. September 1717; † 4. Dezember 1761) der Enkeltochter von Philip de Chiese.

## Familie
Er war zweimal verheiratet. Seine erste Frau heiratet er am 28. August 1772 (Ehescheidung 23. September 1783). Es handelte sich dabei um Amalie (Christiane) Albertine Wilhelmine von Ingersleben (1755–1796), der Tochter von Johann Ludwig von Ingersleben. Das Paar hatte drei Kinder:
- Charlotte Wilhelmine Karoline Albertine Luise (1774–1775),
- Sophie Amalie Luise (1775–1819) ⚭ 14. August 1796 (Ehescheidung 21. März 1799) Ernst Wilhelm Leopold Freiherr von Koskull
- Friedrich Ludwig III. (1776–1844) ⚭ 12. Juli 1803 Maria Antonia von Hohenzollern-Hechingen.

Seine zweite Frau war seit dem 30. März 1786 Amalie Pauline Gräfin von Kalnein (1770–1829). Das Paar hatte drei Kinder:
- Jakob Mangold (1787–1804),
- Pauline Albertine Wilhelmine Friederike Emilie Karoline (1788–1860)
- Viktor Karl Leopold Babo (1790–1806).